# Lac Ypres
Pour les articles homonymes, voir Ypres (homonymie).
Le lac Ypres est un plan d'eau douce de la ville de Senneterre, dans la municipalité régionale de comté (MRC) La Vallée-de-l'Or, dans la région administrative de Abitibi-Témiscamingue, dans la province de Québec, au Canada.
Le lac Ypres est situé entièrement en zone forestière, chevauchant les cantons Denain et Ypres. La foresterie constitue la principale activité économique du secteur ; les activités récréotouristiques arrivent en second. Sa surface est généralement gelée du début de décembre à la fin avril.

## Géographie
Ce lac couvre ha et sa surface est à une altitude de 384 m. Ce lac est localisé à 7,4 km à l’Est du lac Matchi-Manitou, 69,7 km à l’Est de Val d’Or, à 52,5 km au Sud de Senneterre (ville) et au Nord de la réserve faunique La Vérendrye.
Le lac Ypres se déverse par le Sud dans le canton Denain. Les lacs Ypres et Denain constituent les principaux plans d’eau de tête de la rivière Denain dont le cours traverse une série de lacs situés au Nord-Ouest de la réserve faunique La Vérendrye, notamment : Denain (altitude : 382 km), Caoui (altitude : 381 km), Barthou (altitude : 375 km) et Tersis (altitude : 374 km. La rivière Denain est un affluent de la rive Nord-Est de la rivière Chochocouane.
Les principaux bassins versants voisins du lac Ypres sont :
- côté Nord : rivière Marquis, rivière Assup ;
- côté Est : lac Yser, rivière Chochocouane ;
- côté Sud : rivière Chochocouane, rivière Denain ;
- côté Ouest : lac Matchi-Manitou, rivière Marquis.

Entouré de plusieurs montagnes (dont la plus haute du côté Ouest atteint 520 m et 540 m du côté Est), le lac Ypres est formé en longueur dans le sens Nord-Sud.

## Toponymie
Le toponyme « lac Ypres » évoque le souvenir de la participation des troupes canadiennes-françaises à la campagne britannique en 1915 et en 1917, lors de la Première Guerre mondiale, autour de la ville flamande de Ypres en Belgique (deuxième et troisième batailles d'Ypres). Les troupes canadiennes avec deux divisions britanniques et une division française ont combattu l’armée allemande. Le terme « Ypres » est lié à ce lac, au canton dans Senneterre (ville), à une route de Saint-Gabriel-de-Valcartier et à une rue de Sherbrooke.
Le toponyme "lac Ypres" a été officialisé le 5 décembre 1968 par la Commission de toponymie du Québec lors de sa création.